# Podil
Podil (Oekraïens: Поділ) is een historische wijk in Kiev, de hoofdstad van Oekraïne. De wijk is gelegen boven de Dnjepr, tussen de heuvels van Kiev en de benedenstroom van de Potsjajna-rivier. Podil is een van de oudste buurten van de stad en de plek waar de handel, commercie en industrie van Kiev ontstonden. Na de Mongoolse invasie van Roes deed het tot de 19e eeuw dienst als stadscentrum. Het stadsbestuur en de belangrijkste universiteit waren er gevestigd.

## Geschiedenis
De naam Podil betekent dat iets (naar) beneden ligt, of kan vertaald worden als 'in het laagland'.
In de wijk werden oude constructies gevonden, sommigen daterend uit de eerst helft van het eerste millennium voor Christus. Het gebied wordt echter voor het eerst genoemd in kronieken rond 945. Ten tijde van het Kievse Rijk was Podil een posad (een type nederzetting) waarmee het benedengebied (laagland) werd verbonden met de bovenstad. Volgens archeologische onderzoeken ontstond Podil in de 9e eeuw. In de 12e-13e eeuw bestond de wijk uit een totale oppervlakte van 200 hectare.
Na de Mongoolse invasie in de 13e eeuw en de daaropvolgende vernietiging van Kiev veranderde Podil in het belangrijkste en meest bevolkte deel van de stad. Het gebied werd het handels- en ambachtscentrum van Kiev. De namen van sommige buurten weerspiegelen dit gegeven, bijvoorbeeld Dechtjari (Дехтярі; zij die met teer werken), Hontsjari (Гончарі; pottenbakkers) en Kozjoemjaki (Кожум'яки; ambachtslieden die met leer werken).
In de 15e eeuw, na het verkrijgen van het Maagdenburgs recht, werd er een gemeentehuis gebouwd. Even later volgde het magistraat en werd het centrum van Podil een marktplein, dat later Kontraktova plosjtsja zou gaan heten.
Als gevolg van het Verdrag van Androesovo in 1667 werd Kiev officieel afgestaan aan het Tsaardom Rusland. In de periode die volgde werd er intensief gebouwd in Podil. Volgens de tradities van middeleeuwse steden werd in de 18e eeuw voor de magistraat een rotonde gebouwd samen met de Fontein van Samson. Deze fontein werd het eerste waterbouwkundige bouwwerk in Podil.
Vóór de grote brand van 1811 was Podil de dichtstbevolkte wijk van de stad. Van de 3.672 huizen die in heel Kiev stonden, bevonden zich er 2.068 alleen al in Podil. De brand beschadigde de wijk enorm en veranderde het aanzien ervan drastisch. Na de brand werd Podil opnieuw gepland en verscheen er een groot aantal nieuwe straten.
Tot de Tweede Wereldoorlog was Podil de thuisbasis van veel arme Joden die er in erbarmelijke omstandigheden leefden.
Tegenwoordig bevat Podil veel architecturale en historische monumenten. Ook worden er nog steeds nieuwe archeologische vindplaatsen onthuld.

## Galerij

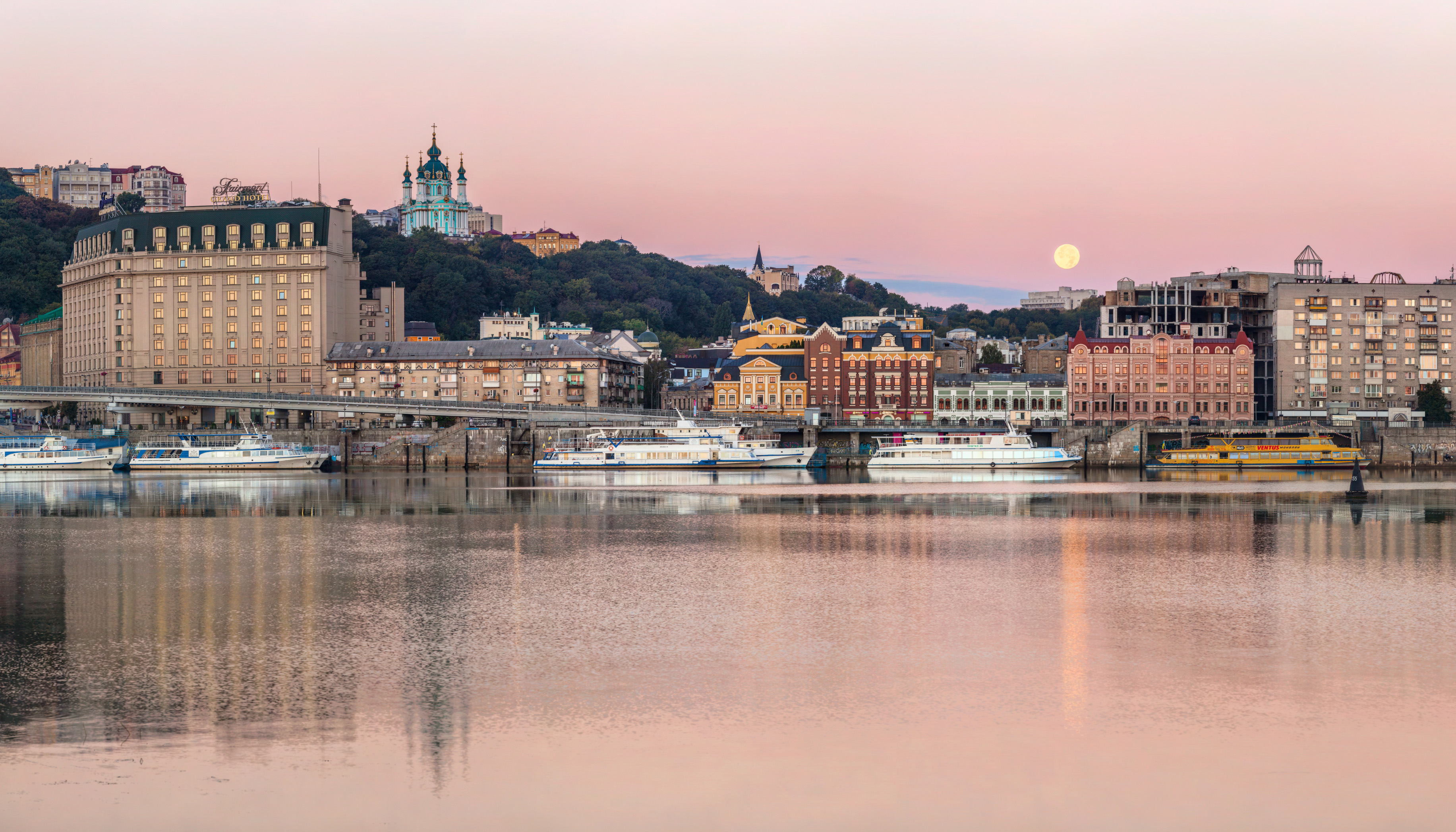
Podil gezien vanaf het water.
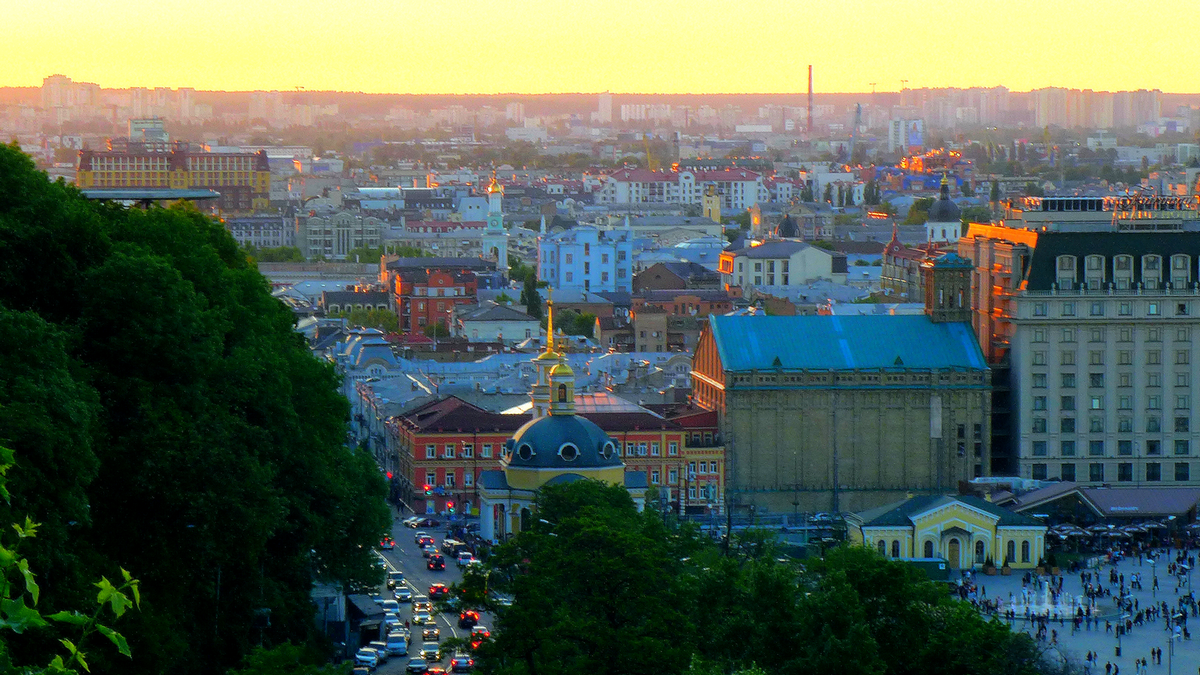
Uitzicht op Podil vanuit het park.
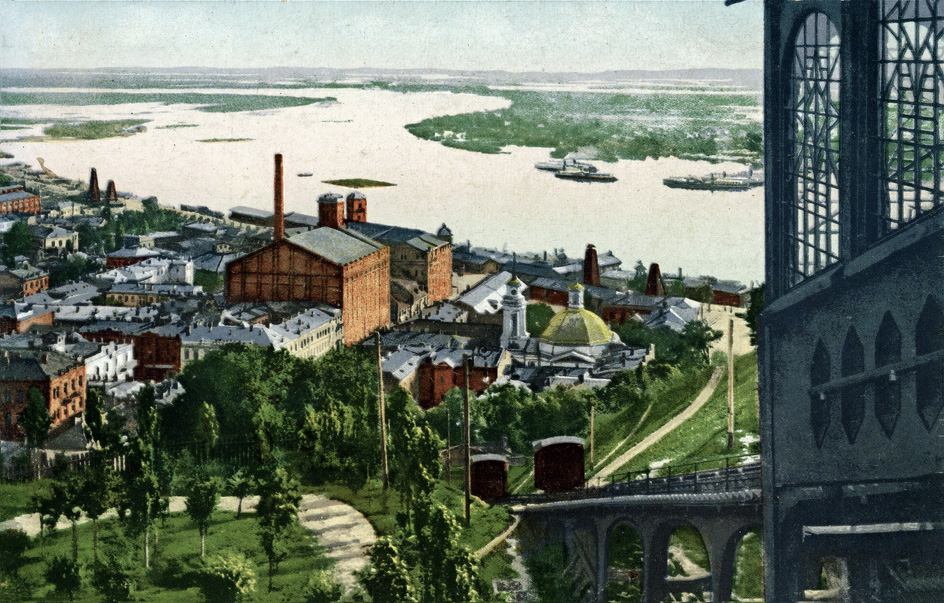
Een oude ansichtkaart van Podil uit 1917.